# Станіслав Яворський
Станіслав Яворський (пол. Stanisław Jaworski; 12 лютого 1895, Долина — 28 жовтня 1970, Варшава, Польща) — польський актор театру, кіно і радіо.

## Біографія
Навчався акторського мистецтва на приватних курсах. Дебютував в театрі в 1913 році у Львові, потім працював в театрах в різних польських містах (Краків, Торунь, Познань, Варшава). Створив багато акторських втілень в спектаклях «театру телебачення» і радіопостановках. У «радіоповесті» про робітничу сім'ю Матисяк, яка щотижня мала продовження, виступав з 1956 по 1970 рік у ролі Клеменса Колясіньского.
С. Яворський похований на варшавському кладовищі Старі Повонзкі.

## Вибрана фільмографія
- 1937 — Знахар
- 1938 — Скарб